# Karōshi
Karōshi (jap. 過労死 śmierć z przepracowania) – zjawisko nagłej śmierci w wyniku przepracowania i stresu. 

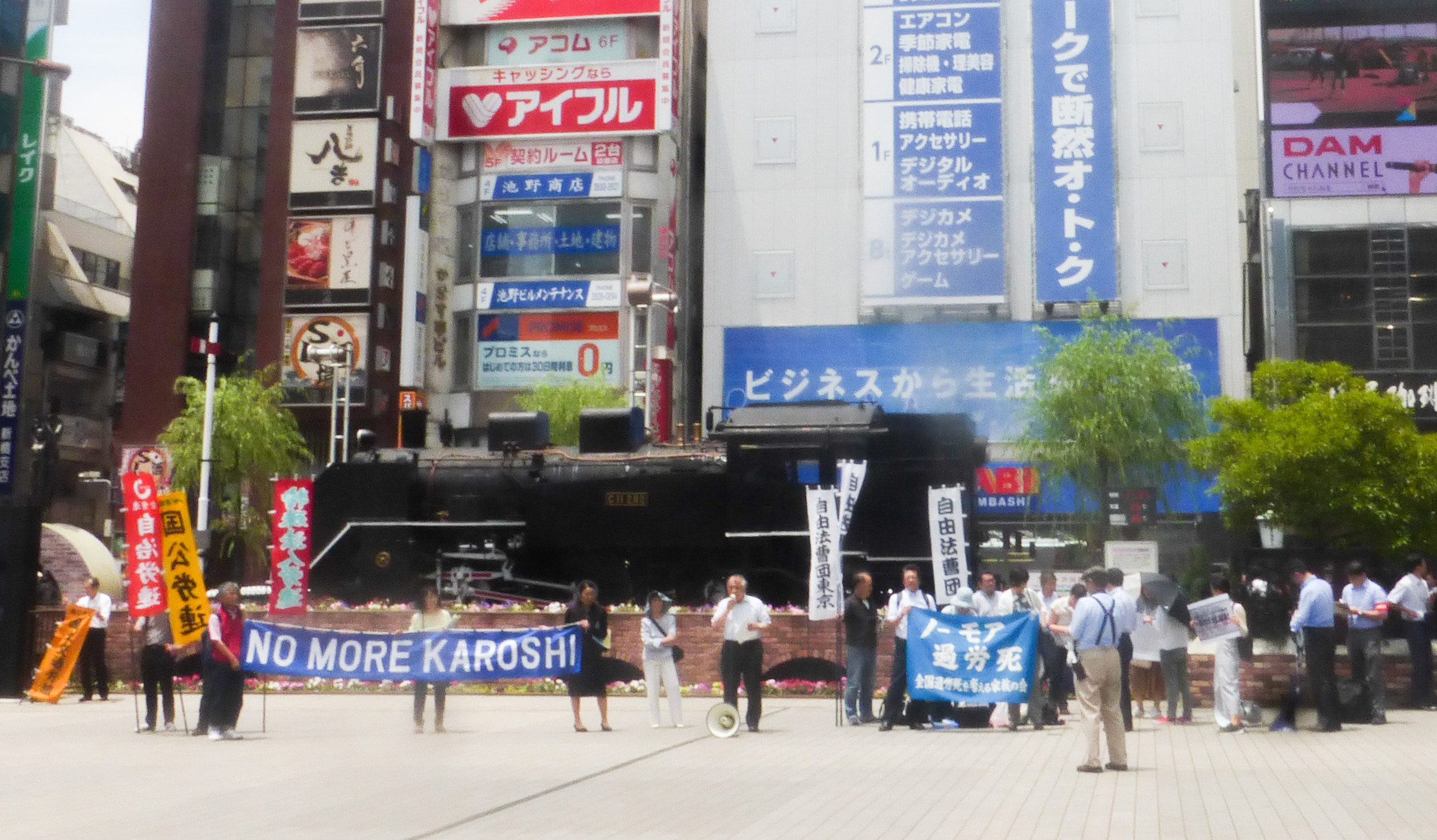
„No more karoshi” – protest w tokijskiej dzielnicy Shinbashi, czerwiec 2018 r.

Pierwszy przypadek karōshi odnotowano w Japonii w 1969 roku. Szacuje się, że rocznie z przepracowania umiera ok. 10 tys. Japończyków.
Słowo przechodzi do innych języków, np. angielskojęzyczny Oxford English Dictionary dodał karoshi w 2002 roku.

## Przyczyny
Karōshi nie jest terminem czysto medycznym. To socjomedyczne określenie odnosi się do przypadków zgonów lub poważnych uszczerbków na zdrowiu spowodowanych schorzeniami krążeniowo-sercowymi (jak zawał mięśnia sercowego), których przyczyną jest sprzężenie nadciśnienia i miażdżycy z bardzo silnym przeciążeniem pracą.
Większość ofiar tego zjawiska to pracownicy umysłowi. Cechą wspólną dla przypadków karōshi jest zbyt dużo pracy i stres. W Japonii popularna jest praca wielogodzinna. We wszystkich przeanalizowanych przypadkach karōshi w Japonii w latach 1974–1990 śmierć dotykała osób pracujących ponad sześćdziesiąt godzin w tygodniu, mających ponad pięćdziesiąt nadgodzin w miesiącu i niewykorzystanych ponad połowy urlopów. Karōshi nie dotyka szarych pracowników, ale przeważnie ludzi sukcesu. Obciążenie stresem jest bardzo istotnym czynnikiem. Ofiarą karōshi stał się nawet premier Japonii, Keizō Obuchi.
Rząd Japonii zapowiedział walkę z karōshi, lecz w społeczeństwie śmierć z przepracowania staje się dowodem na bycie człowiekiem sukcesu. Staje się modne posiadanie w rodzinie kogoś takiego. Tradycja japońska szanuje osoby lekceważące śmierć, przyjmuje karōshi jako powód do dumy dla rodziny, czego potwierdzeniem są niejako rządowe rekompensaty pieniężne – jak na odszkodowania bardzo wysokie.

## Objawy
Osoby, które dotyka karōshi, często czują się świetnie, mają plany, podejmują wyzwania, nie wykazują objawów drastycznego przepracowania (gdyż skrywają je przed samymi sobą). Zjawisko to jest trudno wykrywalne, wiadomo jednak, że dotyka pracoholików – tj. osoby zwykle pilne, perfekcyjne, ale i niepewne swego, nieśmiałe, niedowartościowane, bojące się otoczenia, podchodzące z obawą do swojego talentu, spontaniczności, czy fantazji.